# Igor Melchuk
Ígor Aleksándrovich Melchuk (en ruso: Игорь Александрович Мельчук, Igor' Aleksandrovič Mel'čuk también escrito a veces Mel'čuk, nacido en 1932), lingüista ucraniano nacionalizado canadiense, profesor de lingüística y traducción en la Universidad de Montreal.
Graduado del Departamento de lenguas romances (idioma español) de la Facultad de filología de la Universidad Estatal de Moscú. Desde 1956 trabaja en el Instituto de Ciencias del Lenguaje de Moscú. A partir de 1974 desarrolla la teoría acepción-texto (теория „Смысл ⇔ Текст“, en:Meaning–text theory). Es autor del Cours de morphologie générale en 5 tomos.
Tras manifestarse a favor de los disidentes soviéticos Andréi Sájarov, Andréi Siniavsky y Yuli Daniel fue expulsado del Instituto. Emigró de la Unión Soviética en 1976; desde 1977 reside y trabaja en Canadá.  